# 森谷威夫
森谷 威夫（もりたに たけお、1974年3月6日 - ）は、京都放送（KBS京都）のアナウンサー。男性。

## 人物
大阪府泉南市出身。父(-2022年、享年85)は住友金属工業和歌山工場に勤務。5人兄弟の末っ子。義兄は元阪神タイガースコーチ。大阪府立和泉高等学校、同志社大学経済学部卒業。1997年4月に京都放送入社。身長：175cm　血液型：O型

## 出演番組

### ラジオ
- さらピン！キョウト （月曜・火曜・水曜日担当）
- 京都新聞ニュース→KBS京都ニュース
- Jリーグラジオ実況中継
- うまDOKI実況
- 主婦弁！澤田有紀のやさしい法律カフェ（土曜日）

### テレビ
- うまDOKI
- 京都新聞ニュース→KBS京都ニュース

## 過去の出演

### ラジオ
- 森谷威夫真っ最昼
- ハイヤングKYOTO
- kyoto search engine サーチ2森谷威夫のもりもりマニア
- ただ今勤務中!森谷威夫のお世話になります!
- 山崎弘士の満員御礼!
- YAMAMORIラジオ!
- 京都ごごいち
- ひるDoki
- 森谷威夫のお世話になります!!
- おつかれさん！
- だって好きなんだもん！

### テレビ
- やのぱんの生活情報部
- 競馬展望

## 映画
- F (エフ)（1998年）
- あずみ2 Death or Love（2005年）